# 莉莉·辛格
莉莉·薩伊尼·辛格（英語：Lilly Saini Singh，1988年9月26日—）是一位加拿大YouTube红人、部落格作家、喜剧演员和演员。较为广为人知是其YouTube用户名称IISuperwomanII。自2010年10月开始创建该频道，她的影片的观看次数已超过1.6亿，而其频道已经累计超过1千万的订阅人数。2016年，她以共赚取$7.5百万美元，在《福布斯》全世界最高收入的网络明星名单中位列第3（在PewDiePie和罗曼·阿特伍德之后）。辛格自从2014年就一直出现在YouTube回顾裏。在其YouTube生涯中，她获得了一项MTV粉都奖、三项串流奖以及两项青少年选择奖。2016年，辛格与魅惑丛林品牌合作，有了属于自己的红色唇膏品牌—「Bawse」，并同时释出了她的第一部特色电影《去独角兽岛的旅程》。2017年3月，她将会发行她的第一本书《How to be a Bawse》。莉莉在2016年10月订阅人数超过1千万，使她成为其中一位前100位最多人订阅的频道。
2019年，美國國家廣播公司宣布，她將在該電視台主持新的深夜脫口秀《莉莉·辛格稍晚秀》，以遞補卡森·達利轉移至《今日秀》並請辭其脫口秀《卡森·達利的最後通話》主持之時段。

## 早年生活
辛格在士嘉堡出生及成长。她的父母馬爾溫德（Malwinder）和蘇克溫德（Sukhwinder）来自印度旁遮普邦，所以她从小就在錫克人的传统中成长。她有位姐姐名为蒂娜（Tina）。小时候，辛格曾经说过她是一个假小子。曾就读于玛丽蒙特利尔公立学校并在2006年毕业于萊斯特·B·皮爾遜社区高中。2010年，她以心理学文学士的身份在约克大学毕业。辛格在一次印度的探访中，与其的旁遮普遗产发展了一个强烈的联系。她为了与自己的抑郁症抗争，开始做YouTube影片来作为抒发感觉的一种方法。作为一个年轻人，她住在安大略萬錦市，并在2015年搬到加州洛杉矶，长期居住以发展她的事业。

## 事业

### YouTube
2010年10月，辛格开始她的YouTube频道并使用假名「IISuperwomanII」作为用户名称。她解释说使用「Superwoman」名字是来自童年的点子，她曾经认为其胸腔有一个隐形的「S」，这让她相信她可以做任何事情。旁遮普文化频繁地出现在她的影片中，这些影片包括了每一天的生活和人物喜欢的抱怨中作出讽刺。她最著名的影片是《How Girls Get Ready》和最著名的系列特色是虚构的父母馬爾溫德和蘇克溫德，两者都是辛格装扮，这些系列包括对一些新趋势和有争议性的影片作出反映。她还紀錄了与明星会见的影片，其中包括沙·魯克·罕、琵豔卡·喬普拉、瑪都麗·荻西特、罗西特·谢蒂、雅瑞安娜·格蘭德、紅髮艾德、薛·米契爾、席琳娜·戈梅茲、艾莉西亞·卡拉、黛比‧蕾恩、阿瓊·卡普爾、納吉絲·法赫利、瓦倫·達瓦、卡琳娜·卡浦爾、巨石強森、伽蓝·布拉爾、德瑞克、辛蒂亞、温妮·哈洛、莎賓娜·卡本特、維多利亞·嘉絲蒂和米蘭達·辛斯。辛格于每个月的14号在其主频道包含了「问问Superwoman现场直播」部分。在超过1小时的直播部分中，她会透过社交媒体平台回答粉丝的问题。2016年7月，她宣布她的同年偶像巨石强森将会有YouTube频道，并与其合作拍了一部影片。在同一个月中，她发布了一个脱口秀系列名为「#爱女孩」，每集她都会访问明星和一些鼓舞人心的名人来减低对女性的憎恨。9月25日（在她生日的前一天），莉莉虽在当时未达到1千万订阅者里程碑，但依然获得了钻石订阅按钮纪念奖。10月25日，在其获得钻石订阅按钮纪念奖一个月之后，她达到了1千万订阅者的里程碑。

### 部落格频道
2011年10月，辛格创造了其第二个频道名为SuperwomanVlogs （页面存档备份，存于），她在那里记载了她的日常生活和包括影片的花絮镜头。她以这种方式来上载影片到第二个频道直到2014年8月她开始上传每日部落格。辛格自此以后只上传每日部落格影片。截至2017年1月，SuperwomanVlogs已有超过1.7百万的订阅者和超过2亿的观看次数。

### 音乐
2013年8月，辛格伴唱了杰西·瑟赖西图的旁遮普歌曲《Hipshaker》。辛格在2014年8月宝莱坞电影《粉红帮》里说唱了《Mauj Ki Malharein》这首歌。同年的7月，她释出了歌曲《#LEH》，与她的朋友、作家和嘻哈歌手坎瓦爾·辛格，其广为人知的是他的假名「卑微的诗人」。她在2015年2月与病踢音乐合作，共同录制且释出另外一支音乐录影带《清理国歌》。2015年4月，辛格与卑微的诗人合作，释出了关于其家乡多伦多的歌曲《#IVIVI》（416的罗马数字，同时也是多伦多的区号）。2016年8月8日，辛格在YouTube释出了视觉音乐作品名为《声音》。该作品包含了五首歌来描绘「头脑中的音乐」。这个作品混合了流行与摩登嘻哈音乐。这首歌包括了吹噓、对于孤单的恐惧、貪慾、愚蠢和正面宣传及推广和平的混合标志。

## 影视作品
| 年份 | 电影                       | 角色                           | 笔记                                              |
| ---- | -------------------------- | ------------------------------ | ------------------------------------------------- |
| 2011 | 《疾速辛格》               | 印度舞者（未获正式承认的角色） | 在结婚场景的背景舞者                              |
| 2011 | 《谢谢你的爱》             | 印度舞者                       | 在歌曲《Viah Di Raat》播放时的背景舞者            |
| 2014 | 《粉红帮》                 | 她自己                         | 在录影带里演唱《Mauj Ki Malharein》的歌手（配角） |
| 2014 | 《司机医生》               | 她自己                         | 受其现实生活影响的角色                            |
| 2015 | 《去独角兽岛的旅程》       | 她自己                         | 纪录片                                            |
| 2016 | 《冰原歷險記：笑星撞地球》 | 泡泡/濛濛                      | 声音角色                                          |
| 2016 | 《阿姐萬萬醉》             | 凱茜                           | 配角                                              |
| 2019 | 《莉莉·辛格稍晚秀》        | 她自己                         | 主持人                                            |